# Lubiń Kościański
Lubiń Kościański – nieczynny kolejowy przystanek osobowy na linii nr 366 w Lubiniu, w województwie wielkopolskim, w Polsce. Zachował się peron i dom mieszkalny. Przystanek znajduje się na trasie Krzywińskiej Kolei Drezynowej.